# Castelo de Wittschloessel
O Château de Wittschlœssel é um castelo em ruínas situado na comuna de Dambach, no departamento francês de Bas-Rhin. A localização, um lugar chamado Wittschlœssel, significa pequeno cadeado em alemão.

## Ruínas
Numa crista rochosa (altitude de 440 m), nada resta do castelo além de paredes de arenito em ruínas. A ruína consiste em duas rochas no cume da montanha. Entre as duas rochas está uma sala em ruínas.
O castelo está classificado como monumento histórico pelo Ministério da Cultura da França.